# Jaroslav Pelikan
 (mars 2019).
Si vous disposez d'ouvrages ou d'articles de référence ou si vous connaissez des sites web de qualité traitant du thème abordé ici, merci de compléter l'article en donnant les références utiles à sa vérifiabilité et en les liant à la section « Notes et références ».
Jaroslav Jan Pelikan (né le 17 décembre 1923 à Akron dans l'Ohio et décédé le 13 mai 2006), est professeur d'histoire du christianisme à l'université Yale (1962-1996), spécialiste en théologie chrétienne et de l'histoire intellectuelle du Moyen Âge. 

## Biographie
Il est né le 17 décembre 1923 à Akron dans l'Ohio, d'un père slovaque et d'une mère serbe. Son père était un pasteur luthérien et son grand-père paternel, un évêque de l'Église luthérienne slovaque. Il fut luthérien une majeure partie de sa vie, et fut ordonné pasteur, mais se convertit, avec sa femme Sylvia, à l'Église orthodoxe le 25 mars 1998. Il fut reçu dans l'orthodoxie dans la chapelle St Vladimir. Les membres de la famille Pelikan se souviennent qu'il affirmait ne s'être pas converti à l'orthodoxie, mais bien plutôt qu'il était « revenu à elle, épluchant les couches de ma propre foi pour révéler qu'elle avait toujours été là ».
Pelikan a été nommé à de nombreux postes importants dans la vie intellectuelle américaine. Il a été le président sortant de l'Académie américaine des Arts et des Sciences. En 1983, le National Endowment for the Humanities décida de lui confier la 12e Jefferson Lecture in the Humanities, la plus haute distinction conférée par le gouvernement fédéral pour ses réalisations exceptionnelles dans les sciences humaines. Il a été rédacteur en chef de la section « religion » de l'Encyclopedia Britannica, et en 1980 il fonda le Conseil de chercheurs (Council of Scholars) de la Bibliothèque du Congrès. 
Le président Bill Clinton l'a nommé pour siéger au Comité présidentiel sur les arts et les sciences humaines. Pelikan a reçu des doctorats honorifiques de 42 universités dans le monde entier. À l'âge de 80 ans, il est nommé directeur scolaire pour les Institutions of Democracy Project à la Annenberg Foundation.
En 2004, il reçut le John W. Kluge Prize for Lifetime Achievement in the Human Sciences, un honneur qu'il partageait avec le philosophe Paul Ricœur. Il en offrit le montant de 500 000 $ au Saint Vladimir’s Orthodox Theological Seminary, dont il était un administrateur (trustee). Lors de la cérémonie, il cita une devise extraite de Goethe, qu'il avait appliqué à sa vie : « Prenez ce que vous avez hérité de votre père et travaillez à le faire vôtre ».
Pelikan est mort à Hamden, Connecticut, à l'âge de 82 ans, d'un cancer du poumon. Il a été honoré par un service commémoratif à la chapelle de Yale, le 10 octobre 2006, avec les discours prononcés par d'éminents savants et une performance musicale du violoncelliste Yo-Yo Ma. 
Il a été rapporté que Pelikan, avant de mourir, rendit son dernier souffle dans une suite d'aphorismes : « Si le Christ est ressuscité, rien d'autre n'importe. Et si Christ n'est pas ressuscité - rien d'autre n'importe. » (« If Christ is risen, nothing else matters. And if Christ is not risen – nothing else matters. »)

## Œuvres
- La tradition chrétienne. Histoire du développement de la doctrine I-V, Paris, PUF, 1994 : 
  - L'émergence de la tradition catholique 100-600 Tome I (1971) ;
  - L'esprit du christianisme oriental 600-1700 Tome II (1974 );
  - Croissance de la théologie médiévale 600-1300 Tome III (1974) ;
  - La réforme de l'Église et du dogme 1300-1700 Tome IV (1984) ;
  - Doctrine chrétienne et culture moderne depuis 1700 Tome V (1989).
- Jésus au fil de l'histoire. Sa place dans l'histoire de la culture, Paris, Hachettes Littératures, 2000
- A qui appartient la Bible ? Le livre des livres à travers les âges (La Table Ronde, coll. Religions, octobre 2005)